# Instituto Finlandês de Tallinn
O Instituto Finlandês em Tallinn (em estoniano:  Soome Instituut) é uma organização sem fins lucrativos com sede em Tallinn, na Estónia. Os objectivos do instituto são manter, desenvolver e fortalecer a cooperação cultural entre a Finlândia e a Estónia em diferentes campos da arte, educação e sociedade. O instituto é mantido pela Fundação do Instituto Finlandês na Estónia.
O instituto foi fundado em 1991 e pertence aos Institutos Culturais e Académicos Finlandeses.
O instituto também possui instalações em Tartu.